# Flughafen Pattimura (Ambon)

i8
i11
i13
Der Internationale Flughafen Pattimura (indonesisch Bandar Udara Internasional Pattimura, IATA-Code: AMQ, ICAO-Code: WAPP) ist der Flughafen der indonesischen Großstadt Ambon, der Hauptstadt der Provinz Maluku. Benannt ist der Flughafen nach dem indonesischen Nationalhelden Pattimura.

## Geschichte
Der Flughafen wurde 1939 von den Niederländern als Laha Airfield errichtet. In der Schlacht von Ambon wurde der Flughafen 1942 von den Japanern besetzt und fortan als Basis für die Angriffe gegen die Alliierten, insbesondere Australien, genutzt. Nach der Unabhängigkeit Indonesiens wurde der Flughafen als Luftstützpunkt der Indonesischen Luftstreitkräfte benutzt. Im Jahr 1975 wurde er in einen zivilen Flughafen umgewandelt und unter die Kontrolle des indonesischen Verkehrsministeriums gestellt. Am 11. Oktober 1995 übernahm das Staatsunternehmen PT. Angkasa Pura I die Verwaltung des Flughafens und betreibt ihn seitdem.

## Flughafenanlagen

### Start- und Landebahn
Der Flughafen Pattimura verfügt über eine asphaltierte 2500 m lange Start- und Landebahn.

### Passagierterminals
Da der Flughafen Pattimura zurzeit keine internationalen Flugverbindungen anbietet, werden sowohl das Internationale Terminal (Gate C&D) als auch das Domestic Terminal (Gates A&B) nur für Inlandsflüge genutzt. Dabei wird das internationale Terminal für größere Flugzeuge genutzt.

### Frachtterminal
Das Frachtterminal befindet sich südwestlich der Passagierterminals und hat eine Größe von 1.193 m².

## Ehemalige internationale Verbindungen
Nach der Aufgabe der Strecke von Ambon nach Darwin in Australien gibt es seit 1998 keine internationalen Linienflüge mehr am Flughafen Pattimura. Dennoch trägt der Flughafen weiterhin die Bezeichnung international, da es gelegentlich internationale Charterflüge gibt. Der Flughafenbetreiber PT Angkasa Pura I versucht zudem verstärkt, mehr ausländische Touristen durch Routen ins Ausland zu gewinnen.

## Verkehrsanbindung
Der Flughafen hat von 07.00–19.00 Uhr eine Busverbindung ins Stadtzentrum von Ambon. Ein Taxiservice ist rund um die Uhr verfügbar.

## Zwischenfälle
- Am 17. August 1962 wurde eine Convair CV-240-23 der indonesischen Garuda (Luftfahrzeugkennzeichen PK-GCE) am Flughafen Ambon irreparabel beschädigt. Nähere Einzelheiten sind derzeit nicht verfügbar. Über Personenschäden ist nichts bekannt.[4]

- Am 24. Juli 1992 wurde eine Vickers Viscount 816 der indonesischen Mandala Airlines (PK-RVU) etwa 15 Kilometer westlich des Zielflughafens Ambon-Pattimura in einen 700 Meter hohen Berg geflogen. Alle 70 Insassen wurden dabei getötet. Dies war der Unfall mit den meisten Todesopfern an Bord einer Viscount (ohne Personenschäden am Boden).[5][6]

- Am 11. Juli 1996 wurde mit einer Hawker Siddeley HS 748-402 2B der Bouraq Indonesia Airlines (PK-IHN) nach einem Triebwerksausfall der Start auf dem Flughafen Ambon-Pattimura abgebrochen. Die Maschine überrollte das Landebahnende um 180 Meter und kollidierte mit einem Damm. Alle 48 Insassen, fünf Besatzungsmitglieder und 43 Passagiere, überlebten den Unfall. Das Flugzeug wurde irreparabel beschädigt.[7]